# Нидерланды на летних Олимпийских играх 1976
Нидерланды принимали участие в Летних Олимпийских играх 1976 года в Монреале (Канада) в шестнадцатый раз за свою историю, и завоевали две серебряные, три бронзовые медали. 

## Медалисты
| Нидерланды на олимпиаде 1976 года в Монреале | Нидерланды на олимпиаде 1976 года в Монреале | Нидерланды на олимпиаде 1976 года в Монреале | Нидерланды на олимпиаде 1976 года в Монреале | Нидерланды на олимпиаде 1976 года в Монреале |
| Медали                                       | Спортсмены | Вид спорта                                   | Дисциплина                                   |                                              |
| -------------------------------------------- | --- | -------------------------------------------- | -------------------------------------------- | -------------------------------------------- |
| Серебро                                      | Херман Понстен | Велоспорт                                    | Индивидуальная гонка преследования, мужчины  |                                              |
| Серебро                                      | Хенрикус Свинкелс | Стрельба                                     | Скит                                         |                                              |
| Бронза                                       | Энит Бригита | Плавание                                     | Женщины, 100 м вольным стилем                |                                              |
| Бронза                                       | Энит Бригита | Плавание                                     | Женщины, 200 м вольным стилем                |                                              |
| Бронза                                       | Алекс Бугсхотен Антон Бюнк Питер де Зварте Илья Хупелман Эверт Крон Николас Вендеверд Ханс Смитс Гейзе Стробур Хендрик Тонен Йоханнес ван Зеланд Ян Эверт Вер | Водное поло                                  | мужчины                                      |                                              |

## Результаты соревнований

### Академическая гребля
В следующий раунд из каждого заезда проходили несколько лучших экипажей (в зависимости от дисциплины). В финал A выходили 6 сильнейших экипажей, ещё 6 экипажей, выбывших в полуфинале, распределяли места в малом финале B.
Мужчины
| Соревнование | Спортсмены                       | Предварительный заезд | Предварительный заезд | Предварительный заезд | Отборочный заезд | Отборочный заезд | Отборочный заезд | Полуфинал | Полуфинал | Полуфинал | Финал   | Финал   | Итоговое место |
| Соревнование | Спортсмены                       | Заезд                 | Время                 | Место                 | Заезд            | Время            | Место            | Заезд     | Время     | Место     | Время   | Место   | Итоговое место |
| ------------ | -------------------------------- | --------------------- | --------------------- | --------------------- | ---------------- | ---------------- | ---------------- | --------- | --------- | --------- | ------- | ------- | -------------- |
| двойки       | Ян ван дер Хорст Виллем Бусхотен | 1                     | 6:59,99               | 4                     | 1                | 6:55,37          | 1 Q              | 2         | 6:36,84   | 4 QB      | Финал B | Финал B | 10             |
| двойки       | Ян ван дер Хорст Виллем Бусхотен | 1                     | 6:59,99               | 4                     | 1                | 6:55,37          | 1 Q              | 2         | 6:36,84   | 4 QB      | 7:31,40 | 4       | 10             |

### Лёгкая атлетика
Женщины
| Дисциплина      | Спортсмен   | Предварительный раунд | Предварительный раунд | Четвертьфиналы | Четвертьфиналы | Полуфиналы | Полуфиналы | Финал     | Финал |
| Дисциплина      | Спортсмен   | Результат             | Место                 | Результат      | Место          | Результат  | Место      | Результат | Место |
| --------------- | ----------- | --------------------- | --------------------- | -------------- | -------------- | ---------- | ---------- | --------- | ----- |
| прыжки в высоту | Мария Алерс | 1,80                  | 4 (Q)                 |                |                |            |            | 1,84      | 12    |